# Wilhelm Gegenfurtner
Wilhelm Gegenfurtner (* 1946 in Teisnach, Bayerischer Wald) ist ein katholischer Priester, emeritierter Dompropst und langjähriger Generalvikar des Bistums Regensburg.

## Leben
Nach dem Studium der Philosophie und Katholische Theologie wurde er 1974 im Regensburger Dom zum Priester geweiht. 1976 wurde er mit einer Arbeit aus dem Bereich der Bistumsgeschichte promoviert. Seine seelsorgerlichen Einsatzgebiete waren als Kaplan in der Stadt Geisenfeld, als Studentenpfarrer an der Universität Regensburg, zu einem späteren Zeitpunkt war er Leiter des Referats Katholische Erwachsenenbildung und Neue Medien der Diözese Regensburg.
Gegenfurtner war von 1991 bis 2005 Generalvikar der Diözese Regensburg. Im Umgang mit sexuellen Missbrauch durch Geistliche des Bistums Regensburg wurde 2008 der Vorwurf erhoben, Gegenfurtner habe den einschlägig vorbestraften Pfarrer Peter K. nach Riekofen versetzt, ohne die Gemeinde zu informieren.
Im Jahr 1991 wurde er Domkapitular und im Oktober 2003 Domdekan am Regensburger Dom. Am 23. März 2004 ernannte ihn Bischof Gerhard Ludwig Müller als Nachfolger Weihbischof Vinzenz Guggenbergers zum Dompropst.
Im August 2005 wurde ihm durch Bundespräsident Horst Köhler das Bundesverdienstkreuz am Bande verliehen.
Im November 2005 wurde Gegenfurtner  Superior im Mutterhaus der Mallersdorfer Schwestern im Landkreis Straubing-Bogen. Am 3. Juli 2012 wählte ihn das Domkapitel zum Diözesanadministrator. Mit der Amtseinführung von Bischof Rudolf Voderholzer endete seine Tätigkeit als Diözesanadministrator am 26. Januar 2013.
Seit einiger Zeit ist Gegenfurtner im Stiftungsrat der Katharinenspital-Stiftung Regensburg, einer gemeinnützigen Bürgerstiftung. Wilhelm Gegenfurtner war außerdem Vorsitzender des Vorstands des Caritasverbandes für die Diözese Regensburg.
Gegenfurtners Ablösung als Dompropst mit dem Eintritt in den Ruhestand zu seinem 70. Geburtstag wurde am 8. November 2016 bekanntgegeben.

## Werke
- Jesuiten in der Oberpfalz, ihr Wirken und ihr Beitrag zur Rekatholisierung in den oberpfälzischen Landen (1621–1650). Beiträge zur Geschichte des Bistums Regensburg, 11 (1977), S. 71–220.
- Gedanken zum Kirchenjahr mit Bildern aus Regensburger Kirchen. Schnell & Steiner, München 1986.
- Willi Gegenfurtner, Erich Jooß (Hrsg.): Kirche im privaten Rundfunk. Das Engagement der katholischen Bistümer Bayerns im Privatradio. Erich Wewel, München 1991, ISBN 3-87904-196-2.